# Comuna Tarakaniv, Dubno
Tarakaniv (în ucraineană Тараканів) este o comună în raionul Dubno, regiunea Rivne, Ucraina, formată din satele Mali Zahirți, Tarakaniv (reședința) și Velîki Zahirți.

## Demografie
Componența lingvistică a comunei Tarakaniv
     Ucraineană (99,04%)
     Alte limbi (0,69%)
Conform recensământului din 2001, majoritatea populației comunei Tarakaniv era vorbitoare de ucraineană (99,04%), existând în minoritate și vorbitori de alte limbi.